# Automatix
Automatix è stato un programma per l'installazione facile di software su Ubuntu.
Automatix consentiva l'installazione guidata di 56 diverse feautures, compresi quelle closed source, come ad esempio il plugin Flash, Acrobat Reader, multimedia codec (DivX, MP3, Windows Media Audio), font e compilatori.

## Alternative

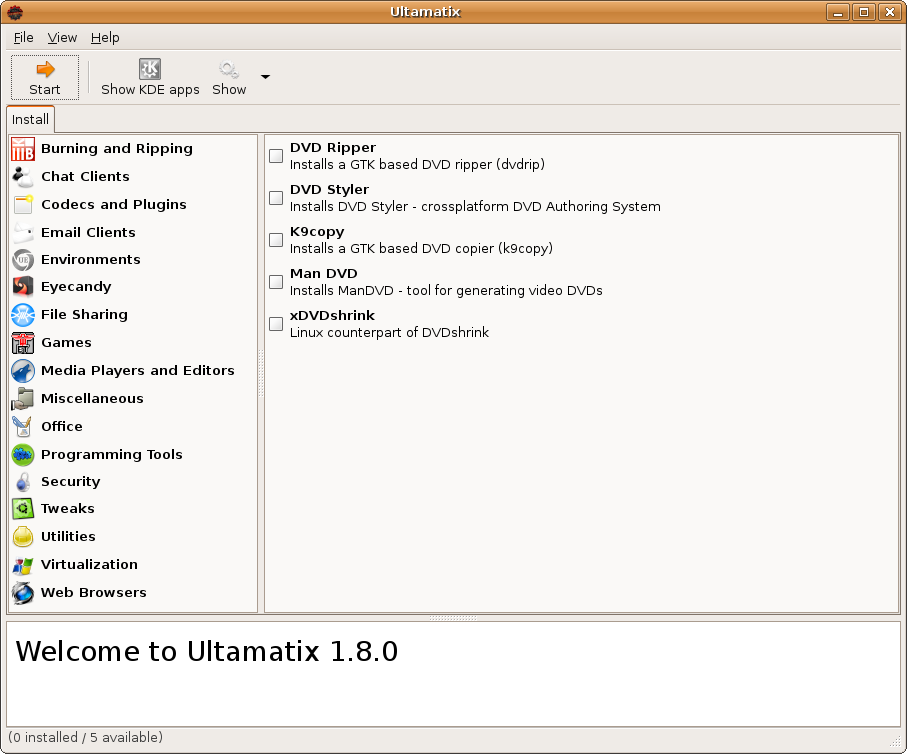
Ultamatix è la nuova alternativa al Automatix

Di recente un nuovo progetto chiamato Ultamatix, sulla base di Automatix, è stato distribuito ed è compatibile con Ubuntu 8.04.